# Nomotettix cristatus
Nomotettix cristatus är en insektsart som först beskrevs av Scudder, S.H. 1862.  Nomotettix cristatus ingår i släktet Nomotettix och familjen torngräshoppor.

## Underarter
Arten delas in i följande underarter:
- N. c. cristatus
- N. c. compressus
- N. c. floridanus